# Info Pro
Info Pro a fost un post de radio românesc național, care emitea din București. A fost lansat în 1 decembrie 2004, fiind primul post de radio care a adus pe piața radio-urilor din România conceptul de infotainment,
concept care îmbină muzica, informația și distracția (entertainment).
Postul de radio informează ascultătorii cu subiecte din diverse domenii: politică, societate, economie, sport, mondenități, muzică.
La data de 8 decembrie 2005 a fost lansat și site-ul www.infopro.ro În 2008, Info Pro a devenit Radio Info Pro.
Postul a fost închis după aproape 5 ani de emisie, pe 12 septembrie 2010, datorită ratingului slab din ultima vreme. Postul PRO FM a preluat astfel toate frecvențele Info Pro. 4 ani mai târziu, acesta a reapărut, pe postul PRO FM, sub formă de bloc de programe, prezentând știrile, știrile sportive și buletinul meteo.
Însă, cu ocazia preluării posturilor de radio ale trustului CME (deci și PRO FM, împreună cu rețeaua de frecvențe Info Pro) de către cabliștii de la RCS-RDS, postul de radio plănuiește să se relanseze sub numele de Digi FM începând cu noiembrie 2015.

## Acoperire
Acoperire InfoPro: InfoPro făcea parte din a patra rețea națională de radio, cu o acoperire de 85% din teritoriul României, deținând frecvențe de mare putere, pe site-urile SNR Radiocom.
Pe 12 septembrie 2010, Radio Info Pro și-a încetat emisia, locul lui fiind preluat de către PRO FM.
 Însă, de atunci, numele de "Info Pro" a fost relansat ca un bloc de programe al PRO FM, care prezintă știri, iar RCS-RDS a preluat posturile de radio ale trustului CME, inclusiv rețeaua de frecvențe Info Pro, postul de radio urmând să se relanseze sub numele de Digi FM în noiembrie 2015.

## Știrile InfoPro
După doar trei luni de la lansarea postului de radio InfoPro, Știrile de la ora 18.00 primeau, din partea Clubului Român de Presă, Premiul pentru cea mai bună emisiune de știri. În 2007, Malina Neacșu și Mihai Livadaru au primit din partea Clubului Român de Presă Premiul pentru cea mai bună emisiune de știri - radio 

## Echipa redacțională
Echipa este formată din editori de știri, reporteri în București și corespondeți PRO TV care lucrează și pentru InfoPro, zeci de corespondenți în întreaga țară. Din jumătate în jumătate de oră, radio InfoPro își conectează ascultătorii la evenimentele zilei prin jurnalele de știri. Ascultătorii află știrile zilei în edițiile de 20 de minute de la 07.00, 10.00, 13.00, 18.00 (principala ediție de știri a zilei) și 22.00.

## Emisiuni
- Urechile sus! - cu Ernest Fazekaș și Mihai Livadaru (luni-vineri, 6.00 – 10.00)
- Ascultă aici! - cu Ramon Cotizo (luni-vineri, 10.00 – 14.00)
- Ciulește urechea! - cu Florin Goldic (luni-vineri, 14.00 – 18.00)
- Ne-auzim la InfoPro - cu Claudiu Roman (luni-vineri, 18.00 - 22.00)
- Te știu de la InfoPro - cu Claudiu Roman (luni-joi, 22.00 - 24.00)
- Latino Party - cu Wilmark (vineri, 22.00 – 24.00)
- Muzică & Știri - cu Toni Robert (sâmbătă, duminică, 7.00 – 10.00)
- Muzică & Știri - cu Ionut Dragu (sâmbătă, duminică, 10.00 – 14.00)
- Romanian Top 20 - cu Ramon Cotizo (sâmbătă, 18.00 – 20.00, duminică, 22.00 – 24.00 (r)
- Muzică grea la InfoPro - cu Cristi Tabără (duminică, 24.00 – 1.00)